# James Cooper (Politiker)

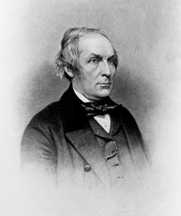
James Cooper

James Cooper (* 8. Mai 1810 im Frederick County, Maryland; † 28. März 1863 bei Columbus, Ohio) war ein US-amerikanischer Politiker (Whig Party), der den Bundesstaat Pennsylvania in beiden Kammern des Kongresses vertrat. Außerdem nahm er als Offizier der Unionsarmee am Bürgerkrieg teil.
Nach Abschluss seiner Schulausbildung besuchte James Cooper das Washington College in Washington (Pennsylvania), wo er 1832 graduierte. In der Folge studierte er die Rechtswissenschaften, wurde 1834 in die Anwaltskammer aufgenommen und begann in Gettysburg als Jurist zu praktizieren.
Am 4. März 1839 zog Cooper nach erfolgreicher Wahl als Vertreter des zwölften Kongresswahlbezirks von Pennsylvania ins Repräsentantenhaus der Vereinigten Staaten ein, wo er nach einer Bestätigung bis zum 3. März 1843 verblieb; während dieser Zeit fungierte er unter anderem als Vorsitzender des Committee on Indian Affairs. Danach saß er von 1843 bis 1844 sowie in den Jahren 1846 und 1848 im Repräsentantenhaus von Pennsylvania. Dort war Cooper auch für eine Amtsperiode Speaker der Kammer; außerdem wurde er 1848 Attorney General von Pennsylvania. Zwischenzeitlich zog er nach Pottsville um.
Als Nachfolger von Simon Cameron gehörte Cooper schließlich ab dem 4. März 1849 dem Senat der Vereinigten Staaten an, in dem er eine Amtsperiode bis zum 3. März 1855 verbrachte. Nach Ausbruch des Bürgerkrieges wurde er von Präsident Abraham Lincoln autorisiert, eine Brigade zur Union loyaler Soldaten aus Maryland aufzustellen; ab 1861 hatte er den Rang eines Brigadegenerals inne. Nachdem er mit seinen Männern zunächst in West Virginia unter dem Befehl von General John C. Frémont gedient hatte, wurde er 1863 zum Kommandanten des Camp Chase nahe Columbus ernannt. Dort starb er, gesundheitlich geschwächt, am 28. März 1863. Er wurde auf dem Mount Olivet Cemetery in Frederick beigesetzt.